# Teo Žampa
Teo Žampa (* 12. Oktober 2002) ist ein slowakischer Skirennläufer. Er startet hauptsächlich im Riesenslalom sowie vereinzelt im Super-G.

## Karriere
Žampa gab sein internationales Renndebüt am 12. August 2018 bei den neuseeländischen Meisterschaften im Riesenslalom am Coronet Peak.
Sein erstes internationales Großereignis bestritt er im Januar 2020 bei den Olympischen Jugend-Winterspielen in Lausanne. Dort erreichte er als bestes Ergebnis den 21. Platz im Super-G.
In den darauffolgenden Jahren startete Žampa hauptsächlich bei FIS-Rennen sowie diversen nationalen Meisterschaften in Europa.
Seinen ersten Podestplatz in einer kontinentalen Rennserie erreichte er am 27. August 2022 am Coronet Peak bei einem Super-G des Australia New Zealand Cups.
2023 nahm Žampa erstmals an einer Alpinen Skiweltmeisterschaft teil. Bei den Wettkämpfen in Courchevel bzw. Méribel erreichte er im Riesenslalom den 36. Platz.

## Privates
Teo Žampas ältere Brüder Adam und Andreas sind ebenfalls als Skirennläufer aktiv.

## Erfolge

### Weltmeisterschaften
- Courchevel/Méribel 2023: 36. Riesenslalom
- Saalbach 2025: 40. Riesenslalom, DNF Super-G

### Juniorenweltmeisterschaften
- Panorama 2022: 16. Mannschaft, 52. Super-G, 54. Riesenslalom, DNS2 Alpine Kombination
- St. Anton 2023: 11. Mannschaft, 21. Super-G, DNF Riesenslalom

### Australia New Zealand Cup
- 3 Platzierungen unter den besten 10, davon ein Podestplatz

### Far East Cup
- 3 Platzierungen unter den besten 30

### Winter World University Games
- Bardonecchia 2025: 13. Super-G, 26. Riesenslalom

### Olympische Jugendspiele
- Lausanne 2020: 21. Super-G, 24. Alpine Kombination, 26. Riesenslalom, 37. Slalom

### Weitere Erfolge
- 7 Podestplätze bei FIS-Rennen, davon 2 Siege